# Coves de Cango

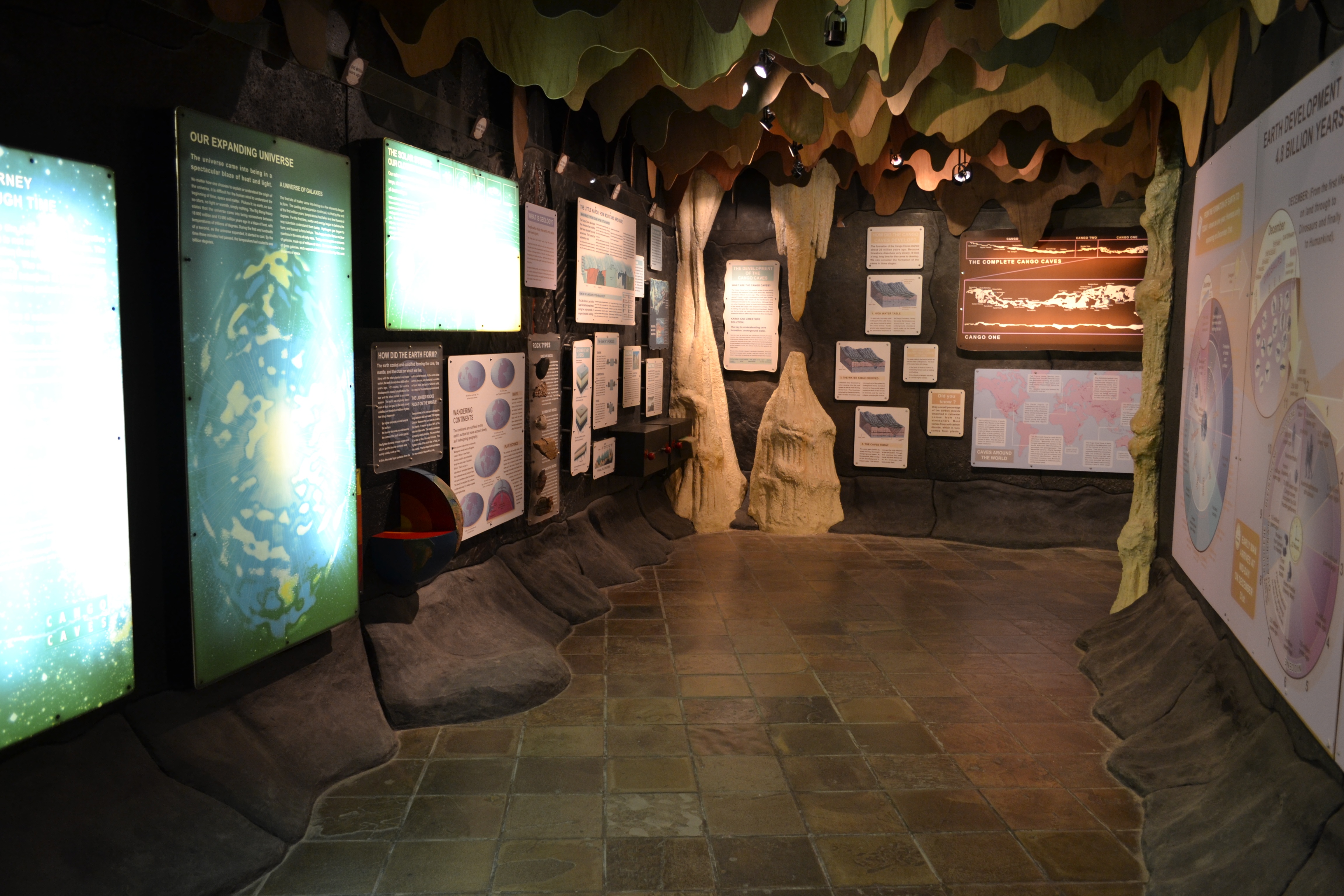
Centre de visitants

Les coves de Cango es troben a les calcàries precàmbriques als contraforts de la serralada Swartberg, prop de la ciutat d'Oudtshoorn, a la província del Cap Occidental de Sud-àfrica. La cova principal és una de les coves turístiques més boniques, conegudes i populars del país i atrau molts visitants estrangers. Tot i que l'extens sistema de túnels i cambres dura més de 4 km, només una quarta part està obert als visitants, que poden accedir a la cova només en grups supervisats per un guia.

## Història
Les pintures rupestres i els artefactes indiquen que les coves es van utilitzar durant tota la prehistòria durant un llarg període durant l'Edat de Pedra Mitjà i Tardà.
Les coves van ser redescobertes en època moderna el 1780 per un agricultor local anomenat Jacobus Van Zyl. Es va comprovar que la cambra on va baixar per primera vegada era tan gran com un camp de futbol i es diu Van Zyl Hall en honor seu. Es van fer més exploracions i es va descobrir una segona cambra el 1792. Les coves es van convertir aviat en un lloc popular per visitar.
El 1829, el doctor Andrew Smith va visitar les coves de Cango, que tenien molt a oferir la seva curiositat científica.
A.J.H. Goodwin, arqueòleg de la Universitat de Ciutat del Cap, va realitzar una excavació de proves a les coves de Cango el 1930 on es van trobar artefactes de pedra i altres materials culturals.
L'Ordenança de les coves de Cango de 1971 atorgava certs poders legals sobre les coves al que llavors era l'administrador del Cap; legalment, aquests mateixos poders corresponen ara als membres del govern local de l'executiu. Tot i això, la gestió del dia a dia de les coves és competència del municipi d'Oudtshoorn.

### Llegendes de les coves
El Sr. Johnny van Wassenaer, el primer guia oficial de la cova es diu que va caminar 29 hores per trobar el final de les coves el 1898. Quan hi és, es diu que va calcular que es trobava a 25 km de l'entrada i a 275 m sota terra; aparentment, la seva ruta seguia un riu subterrani. Fins ara, cada cop troben més coves per donar suport a aquesta història.

## Estudis i exploracions
El primer estudi aproximat es va fer el 1897, traçant les primeres 26 cambres. El 1956, l'Associació Sud-Africana d'Espeleologia va rebre l'encàrrec d'elaborar una cartografia precisa de les coves de Cango i cercar entrades alternatives.
Els seus resultats van indicar que les coves tenien una longitud de 775 m en una sola línia i que mai pujaven ni baixaven més de 16 m. Se'ls va anomenar Cango I. El punt més proper a la superfície de les coves es troba a la part superior del pou Devil's Kitchen, a 52,6 m del terra.
El 1972 James Craig-Smith, Luther Terblanche i Dart Ruiters van ampliar un pas obstruït per descobrir Cango II. S'estén 270 m més enllà del final de la cuina del diable. Al final de Cango II hi ha un pou que baixa 20 m fins a una cambra plena d'aigua. Aquesta aigua fluïa en direcció a Cango I.
L'agost de 1975, durant un simposi sobre biologia rupestre, un equip d'exploració dirigit per Hans Oosthuizen, Luther Terblanche, Michale Schultz, Digby Ellis, Jean Paul Matisse, Bob Mann, Florus Koper i Peter Breedt va drenar la cambra de la major part de l'aigua i es va arrossegar pel que abans era un pas submarí. Això va portar al descobriment de més coves, anomenades Cango III. En total, aquestes coves fan uns 1000 m. La més gran de les cambres, s'estén al voltant de 300.
Digby Ellis i Dave Land van afegir 290 m a Cango III quan van descobrir una via d’accés al desembre de 1977. A further 90 m was added in June 1978. All these extensions were surveyed in August 1978 by Dave Land, Charles Maxwell, Brian Russell and Dave Crombie.

## Turisme
Les visites es realitzen a intervals regulars la majoria dels dies: hi ha un "recorregut estàndard" que dura una hora i un "recorregut d'aventures" que dura una hora i mitja. Les coves contenen salons i formacions de pedra calcària (en ambdós recorreguts), així com petits passatges del recorregut d'aventures. El pas més petit pel qual hauran de passar pel recorregut d'aventures es troba a poc menys de 15 cm per sortir.
Es considera que les coves formen part de la carretera R62.
El Cinema Museum de Londres té una pel·lícula sobre la visita a les coves dels anys trenta del segle xx.